# Phthiracarus capitatus
Phthiracarus capitatus är en kvalsterart som först beskrevs av Hall 1911.  Phthiracarus capitatus ingår i släktet Phthiracarus och familjen Phthiracaridae. Inga underarter finns listade i Catalogue of Life.